# Journal of Knot Theory and Its Ramifications
Journal of Knot Theory and Its Ramifications is een internationaal, aan collegiale toetsing onderworpen wetenschappelijk tijdschrift op het gebied van de knopentheorie.
De naam wordt in literatuurverwijzingen meestal afgekort tot J. Knot Theor. Ramif.
Het tijdschrift is opgericht in 1992 door Louis Kauffman.
Het wordt uitgegeven door World Scientific en verschijnt 12 keer per jaar.